# Эзрах, Иосиф Моисеевич
Иосиф Моисеевич Эзрах (1898/9, Витебск — 1991) — ленинградский коллекционер фарфора и живописи.

## Биография
Его жизнеописание кратко излагает Дудаков (степень достоверности неизвестна): родился в Витебске. Отслужил в Красной Армии. В 1925 году перебрался в Ленинград, где стал работать механиком на заводе, спустя два года начал коллекционировать фарфор. В 1930-е годы работал на военных заводах, связанных с телеграфной связью, где получал очень большую зарплату, а также «слегка занимался ростовщичеством, одалживая деньги под проценты». После Великой Отечественной войны Эзрах был уже хорошо известным коллекционером. Дудаков пишет: «…однако источники его доходов были всегда скрыты от посторонних и близких. Как-то вскользь он говорил о какой-то работе за Полярным кругом по добыче драгоценных камней, однако все это было малоправдоподобно».
Был женат.

## Коллекция
Эзрах занимался собирательством в течение 60 лет, начав в 1927 году. Сначала он собирал декоративно-прикладное искусство, в первую очередь фарфор, а также стекло (главным образом русское), табакерки, резной камень Китая. Постепенно начала складываться коллекция преимущественно XVIII века. "С большой благодарностью вспоминаю продавцов антикварного магазина. Они как-то сразу по-доброму отнеслись к моему увлечению. Возможно, импонировало мое рабочее происхождение, отсутствие заносчивости и доверие к советам", - рассказывал Эзрах о раннем периоде своего собирательства.
Лишь сильно позже он резко меняет характер коллекционирования, обратившись к живописи конца XIX — начала XX века (Серебряного века, авангарда). До Великой Отечественной войны имел всего лишь десяток картин более раннего периода (Айвазойский, Маковские, Клеверы).
Сумел сохранить свою коллекцию в годы блокады.
После войны продал почти всю русскую часть коллекции декоративно-прикладного искусства Русскому музею, стал собирать иностранный фарфор. Переключился на собирательство живописи с 1958 года, после выхода на пенсию. По характеристике Дудакова, Эзрах в этот период сконцентрировался на 1900—1930-х годах, особенное предпочтение отдавая ленинградским мастерам (Натан Альтман, Владимир Лебедев, П. Львов, Г. Верейский, А. Остроумова-Лебедева и др).
В 1989 году его коллекция экспонировалась в ЦВЗ «Манеж» Ленинграда. Давал вещи на выставки Клуба коллекционеров Советского фонда культуры — в Скандинавию, Великобританию.

### Судьба коллекции
Охотно давал вещи на выставки, дарил их потом музеям-экспонентам. Так, подарил ГМЗ «Петергоф» 20 предметов. Эрмитаж получил работу В. П. Верещагина «Вид зала с коллекцией прикладного искусства Базилевского». Русский музей получил в дар 10 картин русских художников, московский музей «Бородинская панорама» к своему 20-летию — полный набор бокалов с портретами героев войны 1812 года, который Эзрах собирал много лет.
Под конец жизни Эзрах озаботился дальнейшей судьбой своего собрания. Больше всего повезло музею-заповеднику «Петергоф». Западный фарфор (оставшийся после продажи русского фарфора в ГРМ) был прижизненно безвозмездно передан Петергофу с условием — чтобы дар был выставлен и издан в каталоге. Каталог выставки был издан музеем в 1987 году, полный в 1998 году (к 100-летию со дня рождения Эзраха).
С 2002 года филиалом ГМЗ «Петергоф» является «Музей коллекционеров» (с 2017 года — в одном из Кавалерских домов), где представлены собрания, которые на условиях неделимости были переданы в музейные фонды в дар или по завещаниям владельцев. Одно из первых таких собраний — коллекция Эзраха (другой коллекцией-«основательницей» музея был дар А. А. и Р. М. Тимофеевых). Как указано на сайте музея, собранная им коллекция фарфора «не имеет аналогов среди частных собраний в России». Она дает представление о европейском фарфоре с момента его появления до середины XIX века, её основную часть составляют предметы Майсенской королевской фарфоровой мануфактуры и других фабрик Германии, а также первоклассные изделия фабрик Франции, Австрии, Италии, Англии, Дании, России. Среди картин из коллекции Эзраха, оказавшихся в Петергофе, следует назвать работы мастеров конца XIX — 1920-х годов, в том числе таких художников, как Петров-Водкин, Фальк, Ларионов, Гончарова, Остроумова-Лебедева, Зинаида Серебрякова, Сарьян, Кузнецов, Борисов- Мусатов.
Несколько работ получил Музей театрального и музыкального искусства в Ленинграде.